# Divya Dwivedi
Divya Dwivedi est une philosophe et écrivaine vivant en Inde,,. Elle est professeure à l'Institut indien de technologie de Delhi. Ses intérêts principaux portent sur l'ontologie, la métaphysique, la littérature et la philosophie politique. Elle est membre de l'International Network of Women Philosophers.

## Formation
Dwivedi est originaire d'Allahabad. Sa mère s'appelle Sunitha Dwivedi. Son père, Rakesh Dwivedi, est un avocat à la Cour suprême de l'Inde.
Elle a obtenu son baccalauréat en Arts au Lady Shri Ram College (Delhi) et son master au Collège Saint-Étienne (Delhi). Elle a obtenu un master de Philosophie à l'Université de Delhi et un doctorat à l'Institut indien de technologie de Delhi (IIT Delhi).

## Carrière
Dwivedi est actuellement professeure associée au Département des humanités et des sciences sociales de l'IIT Delhi,. Auparavant, elle a enseigné au Collège Saint-Étienne (Delhi) et au Département d'anglais de l'Université de Delhi. Elle a été professeure invitée au Centre for Fictionality Studies, Université d'Aarhus in 2013 and 2014.
Ses écrits en philosophie politique critiquent le système oppressif des castes, les discriminations religieuses et le nationalisme hindou,,.
Elle est membre du Theory Committee de l'Association Internationale de Littérature comparée.
Elle est la directrice et cofondatrice de la revue internationale Philosophy World Democracy avec Zeynep Direk, Achille Mbembe, Jean-Luc Nancy, Shaj Mohan et Mireille Delmas-Marty.
La revue américaine de théorie critique Episteme a publié en février 2021 un numéro spécial sur son apport en philosophie.

## Œuvre philosophique
La position philosophique de Dwivedi s'écarte du mouvement de la  déconstruction et a été caractérisé comme un matérialisme déconstructif,.
Elle a publié dans les domaines de l'ontologie, de la narratologie, de la métaphysique, de la linguistique et de la déconstruction. Selon Jean-Luc Nancy et Bernard Stiegler, ses travaux donnent une orientation nouvelle à la philosophie, en la détachant de la métaphysique et du nihilisme.

### École de pensée
Dwivedi considère la philosophie comme une pratique déstabilisante provenant du modèle socratique. Il en résulte une « relation nécessaire entre philosophie et politique ».
Selon Barbara Cassin, la position théorique de Dwivedi révèle les enjeux politiques actuels en théorie postcoloniale car son refus de faire du post-colonialisme le premier et le dernier mot permet de clarifier avec précision ce qui arrive en Inde aujourd'hui aux femmes, philosophes et intellectuelles .
Très critique envers les études postcoloniales et leurs dérivés, Dwivedi avance dans une entrevue à Mediapart que la théorie postcoloniale et le nationalisme hindou sont deux aspects de la même chose et relèvent l'un et l'autre de projets politiques mis de l'avant par les castes dominantes,,. Elle ajoute que dans le champ du féminisme, la théorie postcoloniale demeure un domaine théorique mobilisé par la caste supérieure pour empêcher les féministes des castes inférieures de développer leurs propres outils dans le contexte du Mouvement MeToo.
Dans son éditorial d'introduction au numéro de la revue de l'Unesco sur les femmes-philosophes, elle écrit ainsi : « Ensemble, le postcolonialisme et ses dérivés ont établi le paradigme de recherche en humanités et sciences sociales en Inde et à l'étranger au cours des quatre dernières décennies. Eurocentrisme, historicisme et postcolonialisme sont aussi les termes opératoires au moyen desquels le discours nationaliste hindou maintient l'ordre des castes ».

### Gandhi et la philosophie
En 2018, en collaboration avec le philosophe Shaj Mohan, Dwivedi a publié Gandhi and Philosophy: On Theological Anti-politics. Cet ouvrage examine divers aspects de la pensée de Gandhi en adoptant un nouveau système de réflexion philosophique basé sur le concept d'anastasis. Dans la préface, Jean-Luc Nancy écrit que cet ouvrage propose une orientation nouvelle à la philosophie, orientation qui n'est ni métaphysique ni hypophysique. La tendance hypophysique qui serait inhérente à la philosophie selon cet ouvrage est définie comme une conception de la nature comme divine. Il en résulte que l'éloignement de la nature entrainé par un environnement technologique réduit la valeur des humains et les rapproche du mal. L'attachement de Gandhi à cette vision hypophysique de la nature se traduit par son éthique de résistance passive et de non-violence. Dans sa conférence de 2019 au Royal Institute of Philosophy, Dwivedi fait la distinction suivante entre métaphysique et hypophysique : « Alors que l'une et l'autre visent à identifier l'Occident, chacune de ces tendances ouvre sur des avenirs distincts : la métaphysique sur une autre forme de pensée que la philosophie, l'hypophysique sur l'autre de la pensée elle-même ».
Gandhi and Philosophy identifie le racisme avec la pratique des castes, ce qui revient à accuser Gandhi de racisme vu qu'il soutenait ce système. Lorsque le The Indian Express a rendu compte des vives réactions suscitées par cette accusation de racisme, Dwivedi a répondu que le racisme de Gandhi était particulier en ce sens que celui-ci ne reposait pas sur la volonté de maintenir les traditions mais sur la supériorité morale. Selon la philosophe, Gandhi a une part de responsabilité dans l'institutionnalisation de l'hindouisme et du langage hindi. En faisant de la religion une arme contre le colonisateur, le projet politique de Gandhi est aussi à l'origine de la montée du nationalisme hindou, ainsi que l'écrit Krithika Varagur dans son compte-rendu du livre pour le The Washington Post. Elle cite notamment Dwivedi pour qui Gandhi played a huge role in solidifying the Hindu majority identity in India today. Dans un article pour la revue Esprit, Divya Dwivedi et Shaj Mohan écrivent que « L’image de l’Inde indépendante associée à l’autorité de Gandhi cache l’oppression millénaire des castes inférieures, assurée au XXe siècle par l’invention de l’hindouisme ».
Gandhi and Philosophy montre aussi que le manque d'empathie de Gandhi pour la souffrance des Juifs sous le régime nazi découle directement de sa conception de la vérité : « Dans son annihilation, le peuple juif devait éprouver la Vérité absolue, a joyful sleep ».

## Réception
Selon Jean-Luc Nancy Gandhi and Philosophy propose une nouvelle orientation à la philosophie, à l'écart de la théologie, de la métaphysique et du nihilisme. Dans son livre Qu'appelle-t-on Panser ?: 1. L'immense régression, Bernard Stiegler estime que l'ouvrage de Dwivedi incite à reconsidérer l'histoire du nihilisme dans l'eschatologie contemporaine et en montre les limites tout en offrant une voie nouvelle. Cette nouvelle voie est celle d'une anastase de la philosophie, thème qui a fait l'objet d'un débat à l'ENS en juillet 2021 : « pour l'ana-stase de la philosophie, Shaj Mohan propose de partir de « l'expérience obscure », sans la laisser, cette fois, être préemptée par la religion et que nous explorions de nouvelles logiques et facultés ». Pour Robert Bernasconi, le constructivisme derrière le concept d'anastase, qui est le dépassement d'une stase, est dans le prolongement d'une refondation de la philosophie souhaitée par Heidegger.
Pour un critique de cet ouvrage, le projet philosophique de Gandhi and Philosophy est de créer de nouvelles catégories évaluatives.
L'ouvrage a été critiqué pour ses difficultés d'ordre méthodologique et stylistique. Comme le note Robert Bernasconi, Gandhi and Philosophy n'est pas un livre que l'on va comprendre à la première lecture. D'autres articles ont signalé la difficulté causée par un style constructiviste,,.
On a aussi reproché à ce livre d'exalter la figure de Gandhi tout en le critiquant. L'ambiguité de cette approche est soulignée par le critique du The Indian Express : « Mohan et Dwivedi ont réussi la prouesse d'éviter le piège binaire de l'hagiographie ou de la vitupération ».
Un autre magazine reproche à Dwivedi de se ranger dans le paradigme de la philosophie occidentale alors que le but de Gandhi était précisément de créer une alternative à l'eurocentrisme. Il en résulte que son livre ne peut intéesser que la philosophie continentale et ne relève pas du discours indic.

## Ouvrages de Divya Dwivedi

### Livres et chapitres de livres
- (en) Gandhi and Philosophy: On Theological Anti-politics, Bloomsbury Academic, 2018.
- (en) The Public Sphere: From Outside the West, Bloomsbury Academic, 2015.
- (en) En collaboration avec H. Nielsen et R. Walsh, Narratology and Ideology: Negotiating Context, Form, and Theory in Postcolonial Narratives, Ohio State University Press, 2018.
- (en) «Modal of Lost Responsibilities», in Virality of Evil Philosophy in the Time of a Pandemic, Rowman & Littlefield, 2022.
- (en) «A Flight Indestinate», in Coronavirus, Psychoanalysis, and Philosophy, Editors Fernando Castrillón et al., Oxford: Routledge, 2021.

### Articles
- (en) «Jean-Luc Nancy: in whose wild heart immortality sleeps homeless», Philosophy World Democracy.
- (en) «May 1968 in the Memories of Imagination», Interventions: International Journal of Postcolonial Studies, Vol 22, 2020.
- (en) «The Hindu Hoax  How upper castes invented a Hindu majority», Caravan Magazine (avec S. Mohan et R. Janardhanan)
- « Ce que l'hindouisme recouvre », (avec S. Mohan), Esprit, juin 2020.
- (en) «A Mystery of Mysteries!–», European Journal of Psychoanalysis, 2021.
- (en) «On Freud’s Group Psychology. A Debate (J.-L. Nancy, D. Dwivedi, S. Benvenuto)», European Journal of Psychoanalysis, 2021.
- (en) «The transitivity of the We in Narrative and Political Discourse», Style, Vol 54, No. 1, 2020.
- (en) « Nancy's Wager », Philosophy World Democracy, 2021.
- (en) «Homologies in Freud and Derrida: Civilization and the Death Drive», Eco-Ethica, Vol 9, 2020.
- (en) «The Endogenous Ends of Education: For Aaron Swartz», (avec S. Mohan) European Journal of Psychoanalysis, 2021.
- (en) « Truth, Knowledge & Capitalism In The Anthropocene », avec Bernard Stiegler, Indian Institute of technology, Delhi, février 2018.

### Interviews
- (en) ELLEVoices: Divya Dwivedi On How She Is #ImaginingTheWorldToBe, Elle Magazine.
- Modi en France : l’Inde, partenaire incontournable, France Culture, 14 juillet 2023
- Divya Dwivedi : « En Inde, les minorités religieuses sont persécutées pour cacher que la véritable majorité, ce sont les castes inférieures », Le Monde, 11 février 2022.
- Une nuit de philosophie (1/4) : Philosopher en Inde entretien avec Les Chemins de la philosophie à l’UNESCO Headquarters Paris, Podcast.
- (en) Interview with Divya Dwivedi, Unesco, Has Magazine, janvier 2021.